# Meliturgula rozeni
Meliturgula rozeni är en biart som beskrevs av Constance Margaret Eardley 1991. Meliturgula rozeni ingår i släktet Meliturgula och familjen grävbin. Inga underarter finns listade i Catalogue of Life.